# Benjamin Kikanovic
Benjamin Kikanovic (San Jose, 6 gennaio 2000) è un calciatore statunitense, attaccante dei S.J. Earthquakes.

## Carriera

### Club

#### College e dilettantismo
Tra il 2018 e il 2019 ha militato nella squadra che rappresenta l'Università statale della California di Sacramento, totalizzando 34 presenze, 9 reti e 5 assist.
Nel 2019 ha fatto parte della rosa dei Sacramento Gold, formazione militante nella NPSL.

#### Professionismo
Il 13 gennaio 2020 si trasferisce al Reno 1868, società satellite dei San Jose Earthquakes, militante nell'USL Championship. Il 6 novembre 2020, la squadra dichiara fallimento a causa di una crisi economica dovuta alla pandemia di COVID-19, rimanendo di conseguenza svincolato.
Il 16 febbraio 2021 firma un contratto valido per un anno con i San Jose Earthquakes. Tre mesi dopo ha esordito in MLS, nell'incontro perso per 0-2 contro i Portland Timbers.

## Statistiche

### Presenze e reti nei club
Statistiche aggiornate al 18 luglio 2022.
| Stagione        | Squadra          | Campionato      | Campionato | Campionato | Coppe nazionali | Coppe nazionali | Coppe nazionali | Coppe continentali | Coppe continentali | Coppe continentali | Altre coppe | Altre coppe | Altre coppe | Totale | Totale |
| Stagione        | Squadra          | Comp            | Pres       | Reti       | Comp            | Pres            | Reti            | Comp               | Pres               | Reti               | Comp        | Pres        | Reti        | Pres   | Reti   |
| --------------- | ---------------- | --------------- | ---------- | ---------- | --------------- | --------------- | --------------- | ------------------ | ------------------ | ------------------ | ----------- | ----------- | ----------- | ------ | ------ |
| 2019            | Sacramento Gold  | NPSL            | 2          | 0          |                 | -               | -               |                    | -                  | -                  |             | -           | -           | 2      | 0      |
| 2020            | Reno 1868        | USLC            | 12+1       | 2+0        |                 | -               | -               |                    | -                  | -                  |             | -           | -           | 13     | 2      |
| 2021            | S.J. Earthquakes | MLS             | 17         | 4          |                 | -               | -               |                    | -                  | -                  |             | -           | -           | 17     | 4      |
| 2022            | S.J. Earthquakes | MLS             | 16         | 2          | USOC            | 2               | 0               |                    | -                  | -                  |             | -           | -           | 18     | 2      |
| Totale carriera | Totale carriera  | Totale carriera | 48         | 8          |                 | 2               | 0               |                    | -                  | -                  |             | -           | -           | 50     | 8      |